# Império Quemer
Império Quemer (Ḫmer; /kəˈmɛər/; em quemer: ចក្រភព ខ្មែរ / អាណាចក្រ ខ្មែរ; romaniz.: Chakrâphôp Khmê / Anachak Khmê), ou o Império de Angkor (quemer: អាណាចក្រ អង្គរ, Anachak Angko), são os termos que historiadores usam para se referir ao Camboja do século IX ao XV, quando a nação era um império hindu/budista no sudeste da Ásia. O império se referia a si mesmo como Camboja (Kambuja ou Kambujadesa em quemer). 
O império cresceu a partir das antigas civilizações de Funan e Chenla, às vezes governou e/ou vassalizou a maior parte do sudeste da Ásia continental e partes do sul da China, estendendo-se da ponta da península da Indochina ao norte até a moderna província de Iunã, na China, e do Vietnã até Mianmar.
Talvez seu legado mais notável seja o local de Angkor, no atual Camboja, a capital quemer durante o apogeu do império. Os majestosos monumentos de Angkor, como Angkor Wat e Bayon, testemunharam o imenso poder e riqueza, arte, cultura e arquitetura impressionantes, além da variedade de sistemas de crenças que patrocinou ao longo do tempo. 
Imagens de satélite revelaram que Angkor, durante seu auge nos séculos XI a XIII, foi o maior centro urbano pré-industrial do mundo. O início da era do Império Quemer é convencionalmente datado em 802, quando o rajá Jaiavarmã II se declarou chakravartin ("governante universal") em Phnom Kulen. O império terminou com a queda de Angkor no século XV.

## Historiografia
A história de Angkor como a área central de colonização do reino histórico do Camboja é também a história do Império Quemer dos séculos IX ao XIII.
Do "Camboja" em si - e também da região de Angkor - nenhum registro escrito sobreviveu além de inscrições de pedra. Portanto, o conhecimento atual da civilização quemer histórica é derivado principalmente de:
- Escavação, reconstrução e investigação arqueológica;
- Inscrições em pedra (as mais importantes das quais são estelas de fundação de templos), que relatam as ações políticas e religiosas dos reis;
- Relevos em uma série de paredes de templos com representações de marchas militares, a vida no palácio, cenas de mercado e a vida diária da população;
- Relatórios e crônicas de diplomatas, comerciantes e viajantes chineses.

## História

### Formação e crescimento

#### Jaiavarvã II - o fundador de Angkor

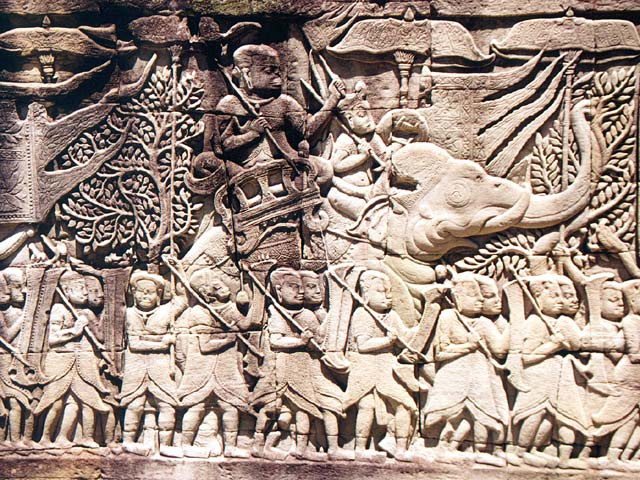
Arqueiros montados em elefantes

De acordo com a inscrição de Sdok Kok Thom,:97:353–354 volta de 781 Indrapura foi a primeira capital de Jaiavarmã II, localizada em Banteay Prey Nokor, perto do atual Kampong Cham. Depois que ele finalmente voltou para sua casa, o antigo reino de Chenla, ele rapidamente construiu sua influência, conquistou uma série de rajás concorrentes e, em 790, tornou-se rajá de um reino chamado Camboja. Ele então mudou sua corte para o noroeste, para Mahendraparvata, bem no interior ao norte do grande lago de Tonle Sap.
Jaiavarmã II (r. 802–835):xiii, 59 é amplamente considerado como um rajá que estabeleceu as bases do período de Angkor na história do Camboja, começando com um grandioso ritual de consagração que ele conduziu em 802 no sagrado Monte Mahendraparvata, agora conhecido como Phnom Kulen, para celebrar a independência do Camboja de um lugar chamado "Java" nas inscrições. Nessa cerimônia, o príncipe Jaiavarmã II foi proclamado monarca universal (cambojano: Kamraten jagad ta Raja) ou Rei Deus (sânscrito: Deva Raja). Ele se declarou Chakravartin em um ritual tirado da tradição hindu, assim não apenas se tornando o governante divinamente nomeado, simultaneamente declarando a independência de seu reino de Java. De acordo com algumas fontes, Jaiavarmã II residiu por algum tempo em Java durante o reinado de Sailendras,:35 ou "Os Senhores das Montanhas", portanto, o conceito de Deva Raja ou Rei Deus foi ostensivamente importado de Java.:99–101 Naquela época, Sailendras supostamente governava Java, Sumatra, a Península Malaia e partes do Camboja, ao redor do delta do rio Mecom.
As primeiras informações sobre Jaiavarmã II vieram da inscrição de pedra K.235 em uma estela no templo Sdok Kok Thom, região de Isan, datada de 1053. Ele relata dois séculos e meio de serviço prestado por membros da família fundadora do templo à corte quemer, principalmente como capelães-chefes da religião hindu xivaíta.
Os historiadores discutem se "Java" significa a ilha indonésia de Java, Champa ou um local diferente. De acordo com uma interpretação mais antiga estabelecida, Jaiavarmã II foi um príncipe que viveu na corte de Sailendra em Java e trouxe de volta para sua casa a arte e a cultura da corte javanesa de Sailendran para o Camboja.:97 Esta teoria clássica foi revisitada por estudiosos modernos como Claude Jacques e Michael Vickery, que notaram que os quemeres usavam o termo chvea para descrever o Reino de Champa, seu vizinho próximo. Além disso, a carreira política de Jaiavarmã começou em Vyadhapura (provavelmente Banteay Prei Nokor) no leste do Camboja, o que torna o cenário de contatos de longa data com os chans (mesmo através de escaramuças, como a inscrição sugere) mais provável do que o cenário de uma longa estada na distante Java. Finalmente, muitos templos antigos em Phnom Kulen mostram influências chans (por exemplo Prasat Damrei Krap) e javanesas (por exemplo, o "templo-montanha" primitivo de Aram Rong Cen e Prasat Thmar Dap), mesmo que sua distribuição assimétrica pareça tipicamente quemer.
Nos anos seguintes, ele estendeu seu território e, mais tarde em seu reinado, mudou-se de Mahendraparvata e estabeleceu sua nova capital, Hariharalaya, perto da moderna cidade cambojana de Rolous.:98 Ele, assim, lançou a fundação de Angkor, que deveria surgir cerca de 15 km a noroeste. Jaiavarmã II morreu no ano 835:59 e foi sucedido por seu filho Jaiavarmã III.:103 Jaiavarmã III morreu em 877 e foi sucedido por Indravarmã I.:110
Os sucessores de Jaiavarmã II expandiram continuamente o território do Camboja. Indravarmã I (r. 877–889) conseguiu expandir o reino sem guerras e iniciou vastos projetos de construção, que foram possibilitados pela riqueza obtida por meio do comércio e da agricultura. Em primeiro lugar estavam o templo de Preah Ko e as obras de irrigação. Indravarmã I desenvolveu Hariharalaya ainda mais construindo Bakong:354–358 volta de 881.:110–111 Bakong, em particular, apresenta semelhanças impressionantes com o templo Borobudur em Java, o que sugere fortemente que ele serviu como protótipo para Bakong. Deve ter havido trocas de viajantes, senão de missões, entre o Império Quemer e os Sailendras em Java, transmitindo ao Camboja não apenas ideias, mas também detalhes técnicos e arquitetônicos.

#### Yasodharapura - a primeira cidade de Angkor
Indravarmã I foi seguido por seu filho Iasovarmã I (r. 889–915), que estabeleceu uma nova capital, Yasodharapura  a primeira cidade de Angkor. O templo central da cidade foi construído em Phnom Bakheng, uma colina que se eleva cerca de 60 m acima da planície onde fica Angkor. Sob o reinado de Iasovarmã I, o enorme reservatório de água (baray) do leste também foi criado, 7,1 km por 1,7 km.:111–114:358, 360–361
No início do século X, o reino se dividiu. Jaiavarmã IV estabeleceu uma nova capital em Koh Ker, cerca de 100 km a nordeste de Angkor, chamado Lingapura.:360, 363 Somente com Rajendravarmã II (r. 944–968) o palácio real foi devolvido a Yasodharapura. Ele retomou os extensos esquemas de construção dos rajás anteriores e estabeleceu uma série de templos e mosteiros na área de Angkor.:363–367 Em 950, a primeira guerra ocorreu entre Camboja e o reino de Champa a leste (no moderno Vietnã central).:114–117
O filho de Rajendravarmã II, Jaiavarmã V ((r. 968–1001). Depois de se estabelecer como o novo rajá sobre os outros príncipes, seu governo foi um período pacífico, marcado pela prosperidade e um florescimento cultural. Ele estabeleceu uma nova capital ligeiramente a oeste da de seu pai e a chamou de Jaiendranagari; seu templo estatal, Ta Keo, ficava ao sul. Na corte de Jaiavarmã V viveram filósofos, eruditos e artistas. Novos templos também foram estabelecidos: os mais importantes deles são Banteay Srei, considerado um dos mais belos e artísticos de Angkor, e Ta Keo, o primeiro templo de Angkor construído inteiramente em arenito.:117–118:367
Uma década de conflito se seguiu à morte de Jaiavarmã V. Três rajás reinaram simultaneamente como antagonistas até Suriavarmã I (r. 1006–1050) conquistou o trono.:134–135 Ele estabeleceu relações diplomáticas com a dinastia Chola do sul da Índia e enviou uma carruagem como um presente ao Imperador Rajaraja Chola I. Seu governo foi marcado por repetidas tentativas de seus oponentes de derrubá-lo e por conquistas militares. Suriavarmã teve sucesso ao assumir o controle da capital quemer, Angkor Wat. Ao mesmo tempo, Angkor Wat entrou em conflito com o reino de Tambralinga, na península malaia. Em outras palavras, houve um conflito de três vias no sudeste da Ásia continental. Depois de sobreviver a várias invasões de seus inimigos, Suriavarmã solicitou ajuda do poderoso imperador chola, Rajendra Chola I, contra o reino de Tambralinga. Depois de saber da aliança de Suriavarmã com Rajendra Chola, o reino de Tambralinga solicitou ajuda do rajá serivijaia Sangrama Vijaiatungavarmã. Isso acabou levando o Império Chola a entrar em conflito com o Império Serivijaia. A guerra terminou com a vitória da dinastia Chola e do Império Quemer, e grandes perdas para o Império Serivijaia e o reino de Tambralinga. Essa aliança também tinha nuances religiosas, uma vez que tanto os cholas quanto os quemeres eram hindus xivaístas, enquanto Tambralinga e Serivijaia eram budistas maaianas. Há alguma indicação de que antes ou depois desses incidentes Suriavarmã I mandou um presente, também uma carruagem, para Rajendra Chola I para possivelmente facilitar o comércio ou uma aliança.:136  Após sua morte em 1050, Suriavarmã I foi sucedido por Udaiaditiavarmã II, que construiu Baphuon e o baray do oeste.:135, 137–138 Em 1074, surgiu um conflito entre Harxavarmã III e o líder do  Reino de Champa, Harivarmã IV.:152

### Idade de ouro da civilização quemer

#### Suriavarmã II - Angkor Wat
O século XII foi uma época de conflito e lutas brutais pelo poder. Sob Suriavarmã II (r. 1113–1150) o reino se uniu internamente:113 e o grande templo de Angkor foi construído em um período de 37 anos: Angkor Wat, dedicado ao deus Víxenu.
No leste, suas campanhas contra Champa e Dai Viet não tiveram sucesso,:114 embora ele tenha saqueado Vijaia em 1145 e deposto Jaia Indravarmã III.:75–76 Os quemeres ocuparam Vijaia até 1149, quando foram expulsos por Jaia Harivarmã I.:160 Suriavarmã II enviou uma missão para a dinastia Chola do sul da Índia e presenteou uma pedra preciosa ao imperador chola Kulottunga I em 1114.
Seguiu-se outro período em que rajás reinaram brevemente e foram violentamente derrubados por seus sucessores. Finalmente, em 1177 a capital foi invadida e saqueada em uma batalha naval no lago Tonlé Sap por uma frota cham sob o comando de Jaia Indravarmã IV, e Tribuvanaditiavarmã foi morto.:164:78

#### Jaiavarmã VII - Angkor Thom
O rajá Jaiavarmã VII (r. 1181–1219) foi geralmente considerado o maior rajá do Camboja. Ele já tinha sido um líder militar como um príncipe dos rajás anteriores. Depois que os chans conquistaram Angkor, ele reuniu um exército e recuperou a capital. Ele subiu ao trono e continuou a guerra contra o reino oriental vizinho por mais 22 anos, até que os quemeres derrotaram o Reino de Champa em 1203 e conquistou grande parte de seu território.:170–171:79–80 De acordo com fontes chinesas, Jaiavarmã VII adicionou Pegu ao território do Império Quemer em 1195.
Jaiavarmã VII permanece como o último dos grandes rajás de Angkor, não apenas por causa de sua guerra bem-sucedida contra os chans, mas também porque ele não era um governante tirânico como seus predecessores imediatos. Ele unificou o império e executou projetos de construção notáveis. A nova capital, agora chamada de Angkor Thom (literalmente: "Grande Cidade"), foi construída. No centro, o rajá (ele mesmo um seguidor do budismo maaiana) construiu como o templo estatal de Bayon,:378–382 com torres com faces do bodisatva avalokiteshvara, cada uma com vários metros de altura, esculpidas em pedra. Outros templos importantes construídos sob Jaiavarmã VII foram Ta Prohm para sua mãe, Preah Khan para seu pai,:388–389 Banteay Kdei e Neak Pean, bem como o reservatório de Srah Srang. Uma extensa rede de estradas foi construída ligando todas as cidades do império, com casas de repouso construídas para viajantes e um total de 102 hospitais estabelecidos em todo o seu reino.:173, 176

#### Jaiavarmã VIII - a última era dourada
Após a morte de Jaiavarmã VII, seu filho Indravarmã II (r. 1219–1243) ascendeu ao trono.:180–181 Como seu pai, ele era budista e completou uma série de templos iniciados sob o governo anterior. Como guerreiro, ele teve menos sucesso. No ano de 1220, sob crescente pressão do cada vez mais poderoso Đại Việt e sua aliança o Reino de Champa, os quemeres retiraram-se de muitas das províncias anteriormente conquistadas no territórios champas. No oeste, seus súditos tailandeses também se rebelaram, estabelecendo o primeiro reino tailandês em Sucotai e repelindo o quemer. Nos 200 anos seguintes, os tailandeses se tornariam os principais rivais do Camboja.

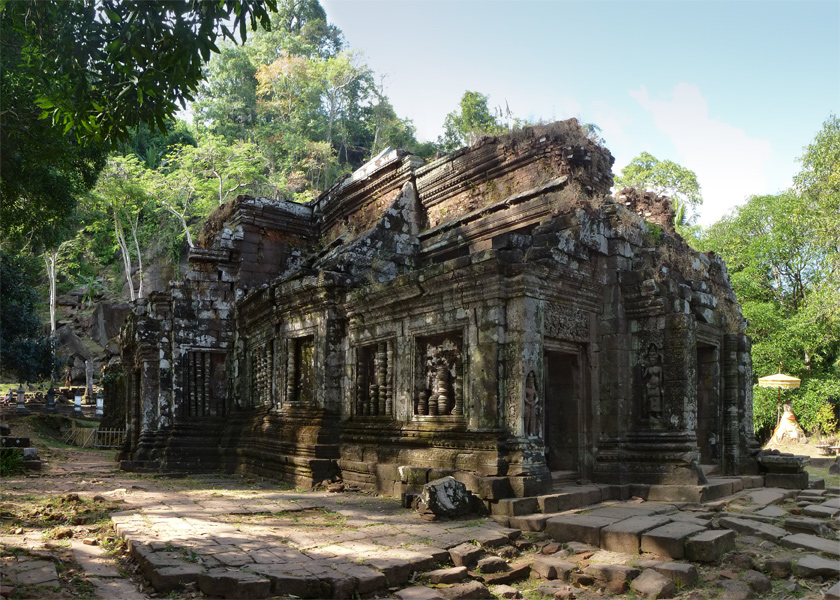
Vat Phou, Tailândia

Indravarmã II foi sucedido por Jaiavarmã VIII (r. 1243–1295). Em contraste com seus predecessores, Jaiavarmã VIII foi um seguidor do xivaísmo hindu e era um adversário agressivo do budismo, destruindo muitas estátuas de Buda no império e convertendo templos budistas em templos hindus.:133 Do lado de fora, o império foi ameaçado em 1283 pelos mongóis sob o general mongol Sogetu, de Cublai Cã (às vezes conhecido como Sagatu ou Sodu), que era o governador de Cantão, na China. O rajá evitou a guerra com seu poderoso oponente, que governava toda a China, pagando tributo anual a partir de 1285.:192 O governo de Jaiavarmã VIII terminou em 1295 quando ele foi deposto por seu genro Seridravarmã (r. 1295–1309). O novo rajá era um seguidor do budismo teravada, uma escola de budismo que chegou ao sudeste da Ásia vindo do Ceilão (atual Seri Lanca) e posteriormente se espalhou pela maior parte da região.
Em agosto de 1296, o diplomata chinês Zhou Daguan chegou a Angkor e registrou: "Na recente guerra com os siameses, o país foi totalmente devastado".:211:90 Ele permaneceu na corte do rajá Serindravarmã até julho de 1297. Ele não foi o primeiro nem o último representante chinês a visitar Camboja. Sua estada é notável, entretanto, porque Zhou Daguan escreveu mais tarde um relatório detalhado sobre a vida em Angkor. Seu retrato é hoje uma das fontes mais importantes de compreensão da história de Angkor. Junto com as descrições de vários grandes templos (o Bayon, o Baphuon, Angkor Wat) - seu relato nos informa que as torres do Bayon já foram cobertas de ouro - o texto também oferece informações valiosas sobre a vida cotidiana e os hábitos dos habitantes de Angkor.

### Declínio
No século XIV, o Império Quemer entre em um declínio longo, árduo e constante. Os historiadores propuseram diferentes causas para o declínio, como a conversão religiosa do hinduísmo vixenuísta para o budismo teravada, o que afetou os sistemas sociais e políticos; as incessantes lutas internas pelo poder entre os príncipes quemeres; a revolta de reinos vassalos e invasões estrangeiras, além de pestes e colapso ecológico.
Por razões sociais e religiosas, muitos aspectos contribuíram para o declínio do Império Quemer. A relação entre os governantes e suas elites era instável - entre os 27 governantes angkorianos, onze não tinham direito ao poder e as guerras civis eram frequentes. O Império Quemer se concentrava mais na economia doméstica e não aproveitava a rede marítima internacional. Além disso, a entrada de ideias budistas conflitou e perturbou a ordem estatal construída sob o hinduísmo que até então era predominante.

#### Conversão de fé

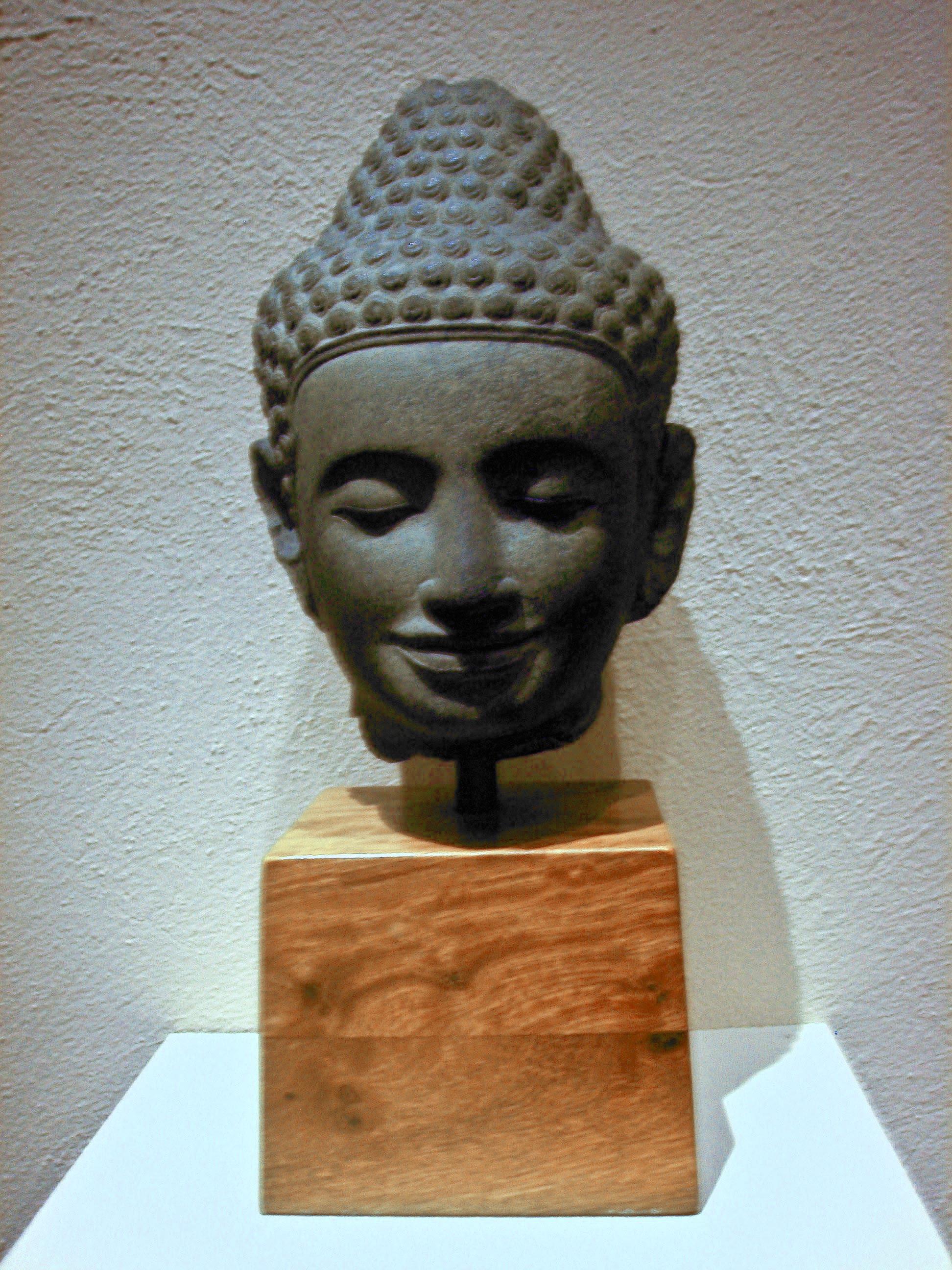
Escultura cambojana de Buda do século XI

A última inscrição em sânscrito data de 1327 e descreve a sucessão de Indrajaiavarmã por Jaiavarmadiparamesvara.:228 Os historiadores suspeitam de uma conexão com a adoção do budismo teravada pelos reis: eles, portanto, não eram mais considerados "devarajas" (rei-deus) e não havia necessidade de erigir templos enormes para eles, ou melhor, para os deuses sob cuja proteção estavam. O afastamento do conceito de devaraja também pode ter levado à perda da autoridade real e, portanto, à falta de trabalhadores. O sistema de gestão da água também se degenerou, o que significa que as colheitas foram reduzidas por inundações ou secas. Embora anteriormente fossem possíveis três colheitas de arroz por ano - uma contribuição substancial para a prosperidade e o poder do Camboja - as colheitas em declínio enfraqueceram ainda mais o império.
Olhando para o registro arqueológico, no entanto, os arqueólogos notaram que não apenas as estruturas estavam deixando de ser construídas, mas também faltou a inscrição histórica quemer no período de 1300 até 1600. Com essa falta de conteúdo histórico, infelizmente há evidências arqueológicas muito limitadas para trabalhar. Os arqueólogos foram capazes de determinar que os locais foram abandonados e depois reocupados por diferentes povos.

#### Pressão estrangeira

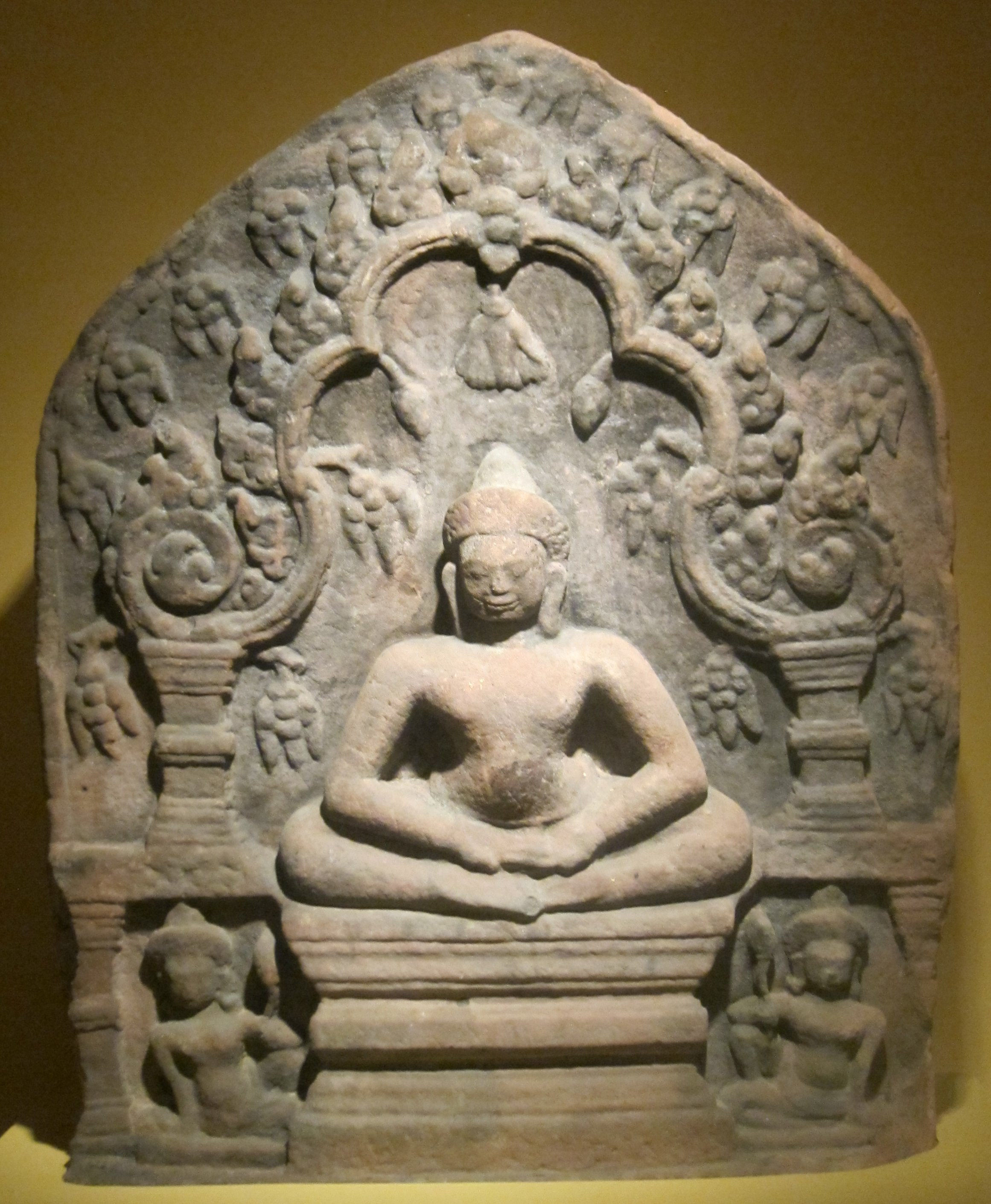
Buda sentado do século XII

O vizinho ocidental do Império Quemer, o primeiro reino tailandês de Sucotai, após repelir a hegemonia angkoriana, foi conquistado por outro reino tailandês mais forte na bacia do rio Chao Phraya inferior, Aiutaia, em 1350. A partir do século XIV, Aiutaia se tornou o rival de Angkor.:222–223 Angkor foi sitiada pelo rajá aiutaiano Uthong em 1352 e, após sua captura no ano seguinte, o monarca quemer foi substituído por sucessivos príncipes siameses. Então, em 1357, o rajá quemer Suriavança Rajadirajá recuperou o trono. :236 Em 1393, o rajá aiutaiano Ramesuan sitiou Angkor novamente, capturando-o no ano seguinte. O filho de Ramesuan governou quemer pouco tempo antes de ser assassinado. Finalmente, em 1431, o rajá quemer Barom Reachea II abandonou Angkor como indefensável e mudou-se para a área de Phnom Penh.:236–237

#### Colapso ecológico

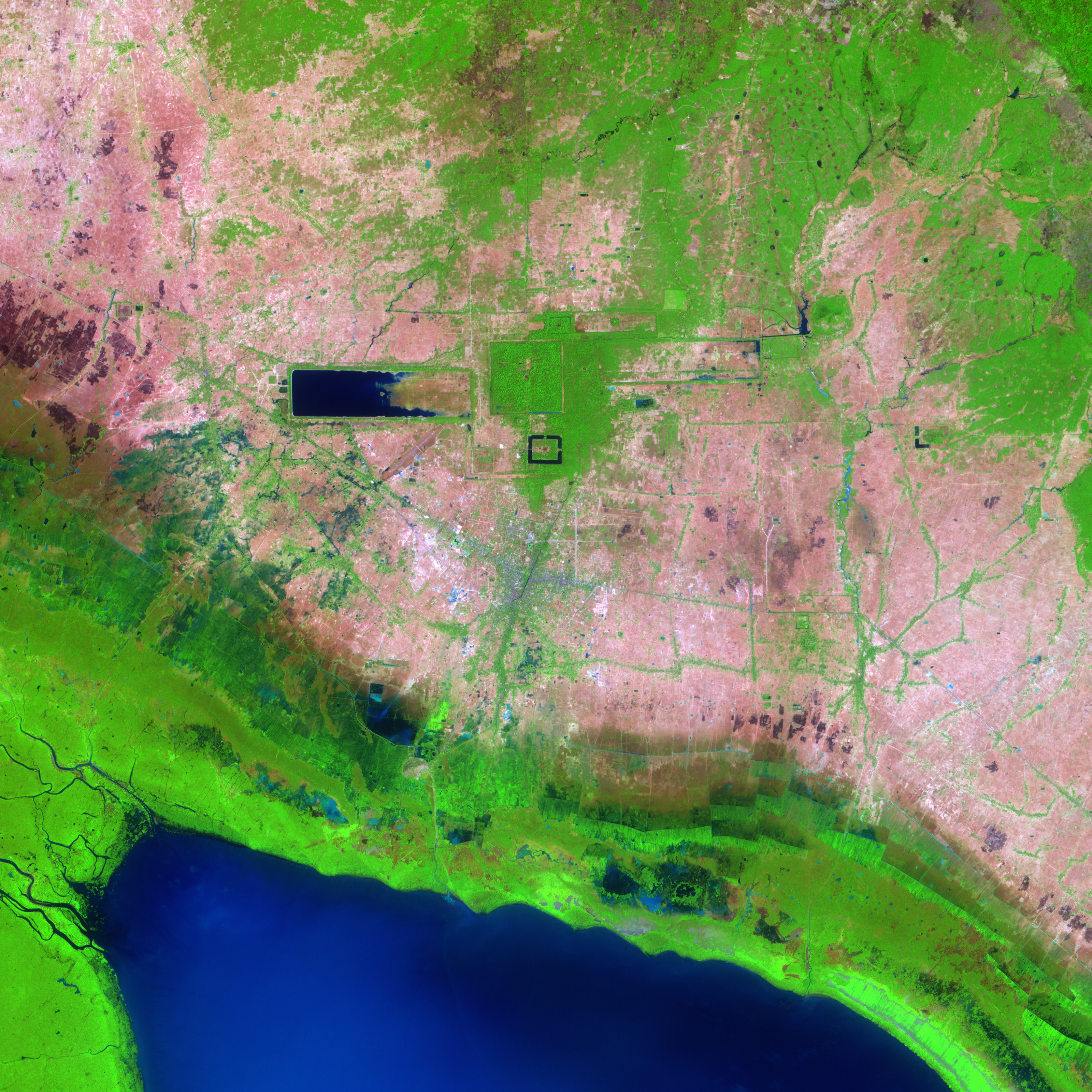
Imagem de satélite de Angkor, com o baray (reservatório de água) leste seco, o que sugere as mudanças climáticas na região

Falha ecológica e colapso da infraestrutura é uma nova teoria alternativa em relação ao fim do Império Quemer. Cientistas que trabalham no Projeto Grande Angkor acreditam que os quemeres possuíam um sistema elaborado de reservatórios e canais usados para comércio, transporte e irrigação. Os canais eram usados para a colheita do arroz. À medida que a população crescia, aumentava a pressão sobre o sistema de água. Durante os séculos XIV e XV, também ocorreram mudanças climáticas severas que afetaram o sistema de gestão da água. Períodos de seca levaram a diminuições na produtividade agrícola e enchentes violentas devido às monções danificaram a infraestrutura durante esse período vulnerável. Para se adaptar ao crescimento da população, as árvores foram cortadas nas colinas de Kulen e para que mais campos de arroz fossem plantados. Isso fez com que o escoamento da chuva carregasse sedimentos para a rede de canais. Qualquer dano ao sistema de água teria consequências enormes.

#### Praga
A teoria da praga, que sugere que um surto epidêmico severo pode ter atingido a densamente povoada Angkor e contribuído para a queda do império, foi reconsiderada.  No século XIV, a Peste Negra afetou a Ásia, já que a praga apareceu pela primeira vez na China por volta de 1330 e atingiu a Europa por volta de 1345. A maioria dos portos marítimos ao longo da linha de viagem da China para a Europa sentiram o impacto da doença, que pode ter tido um impacto severo na vida em todo o Sudeste Asiático. As possíveis doenças incluem a peste bubônica, a varíola e a malária .

#### Angkor depois doséculo XV
Em qualquer caso, há evidências para um novo período de uso de Angkor. Sob Barom Reachea I (r. 1566–1576), que temporariamente teve sucesso em rechaçar os tailandeses, a corte real foi brevemente devolvida a Angkor. Mas Angkor tornou-se parte da dinastia Taungû pelo rajá Braginoco em 1580 e recuperou a independência em 1599 da Birmânia (Mianmar). Inscrições do século XVII testemunham os assentamentos japoneses ao lado daqueles do quemer remanescente.  A inscrição mais conhecida fala de Ukondayu Kazufusa, que celebrou o Ano Novo Quemer ali em 1632. No entanto, nas décadas seguintes, a comunidade japonesa foi absorvida pela comunidade quemer local, devido à falta de novos japoneses e muito pouca possibilidade de renovar sua comunidade. 

## Cultura e sociedade

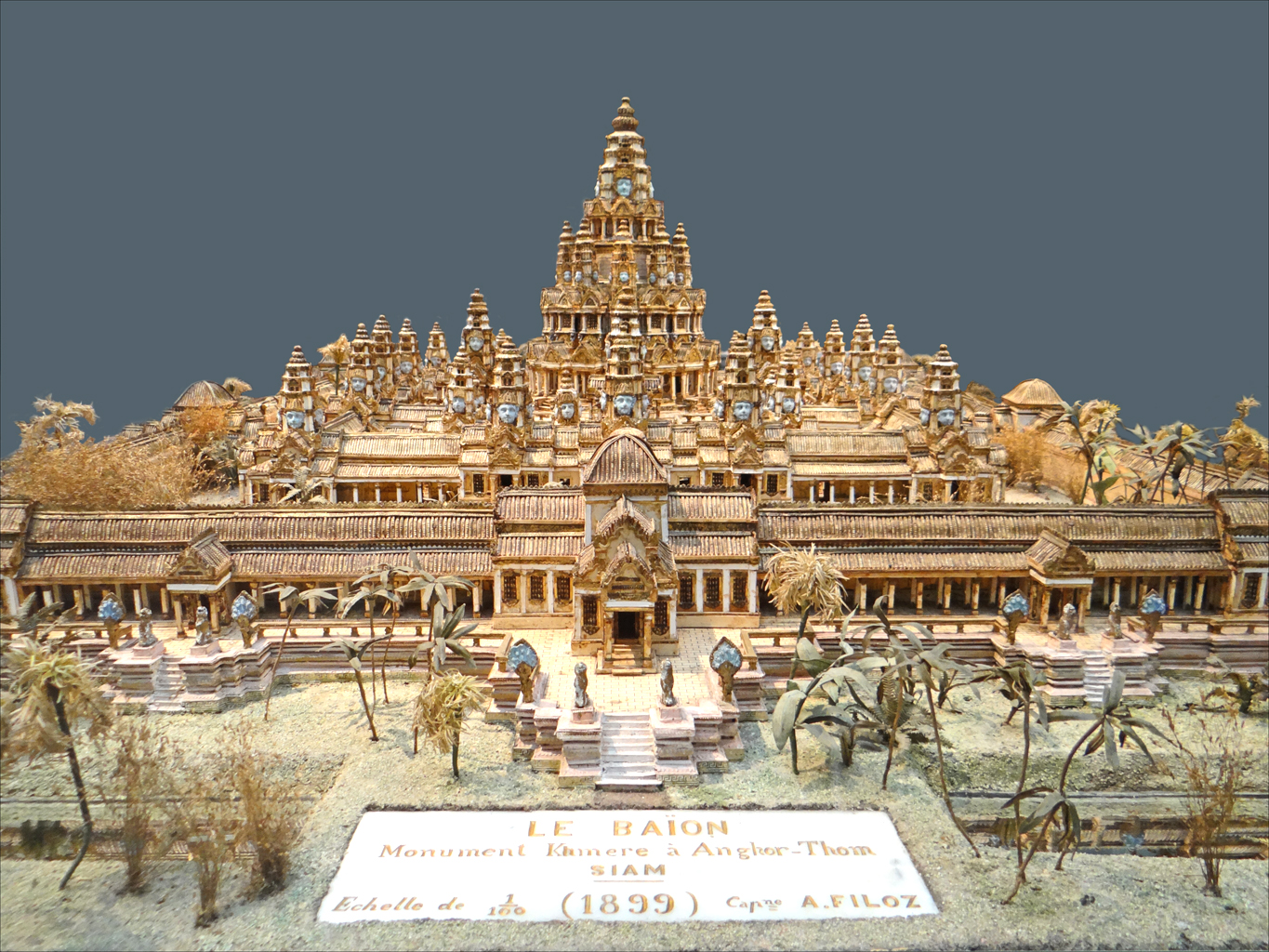
Reconstrução de Prasat Bayon, o centro de Angkor Thom

Muito do que se sabe sobre a antiga sociedade quemer vem de muitos baixos-relevos e também dos relatos chineses de como Zhou Daguan, que fornecem informações sobre o Camboja do século XIII. Os baixos-relevos dos templos de Angkor, como os de Bayon, descrevem a vida cotidiana do antigo Império Quemer, incluindo cenas da vida no palácio, batalhas navais no rio ou lagos e cenas comuns do mercado.

### Economia e agricultura
Os antigos quemeres eram uma comunidade agrícola tradicional, dependendo fortemente do cultivo de arroz . Os fazendeiros, que formavam a maioria da população do reino, plantavam arroz perto das margens do lago ou rio, nas planícies irrigadas ao redor de suas aldeias ou nas colinas quando as planícies eram inundadas. Os arrozais eram irrigados por um enorme e complexo sistema hidráulico, incluindo redes de canais e barays, ou gigantescos reservatórios de água. Este sistema permitiu a formação de comunidades de cultivo de arroz em grande escala ao redor das cidades quemeres. Palmeiras de açúcar, árvores frutíferas e vegetais eram cultivados nos pomares das aldeias, fornecendo outras fontes de produtos agrícolas, como açúcar de palma, vinho de palma, coco, várias frutas tropicais e vegetais.

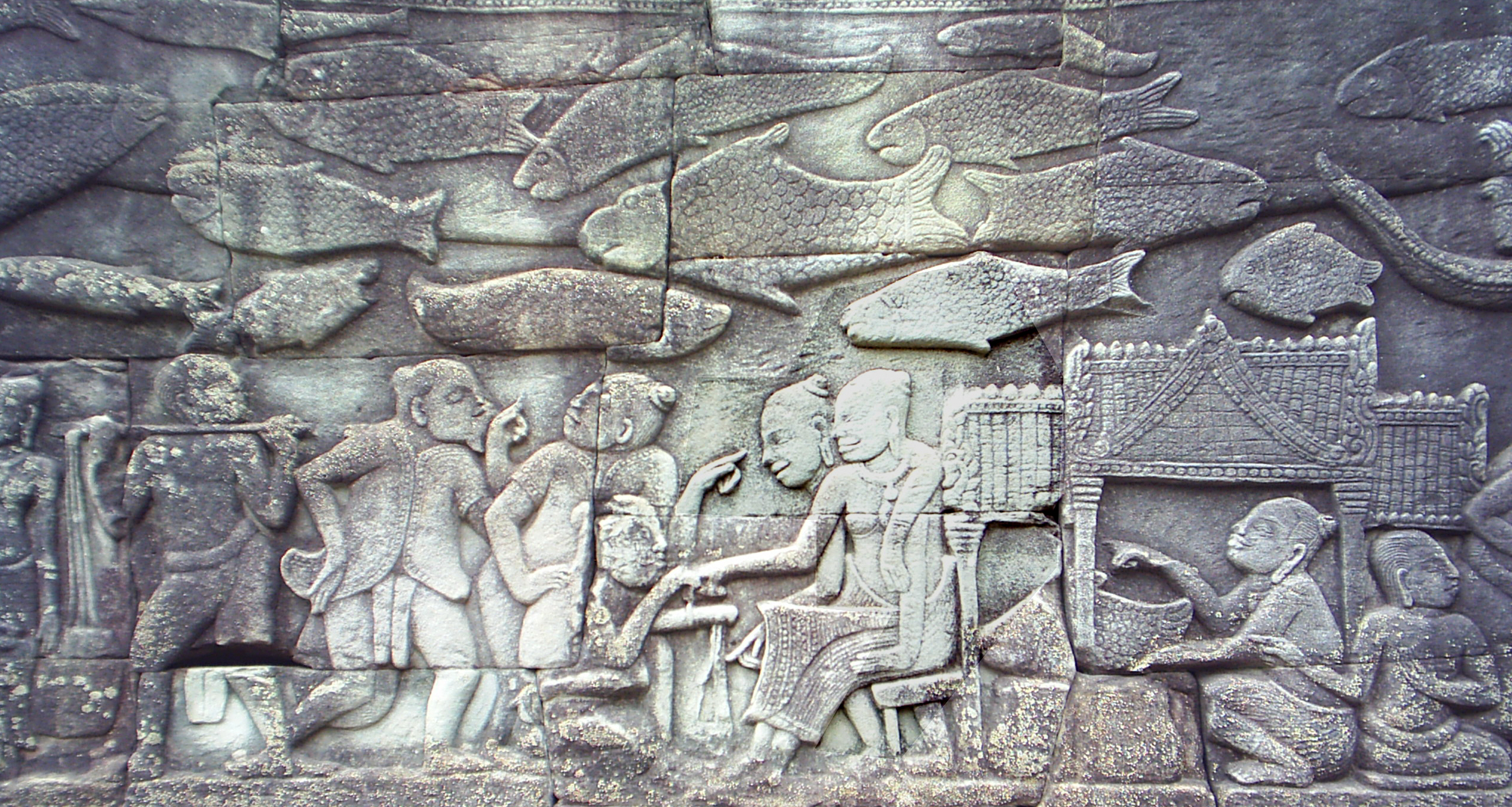
Mercado quemer em Bayon

Localizada perto do enorme lago Tonlé Sap e também perto de vários rios e lagoas, muitas pessoas quemer dependiam da pesca de água doce para viver. A pesca deu à população sua principal fonte de proteína, que foi transformada em prahok - pasta de peixe seca ou torrada ou cozida no vapor envolta em folhas de bananeira. O arroz era o alimento básico junto com o peixe. Outras fontes de proteína incluíam porcos, gado e aves, que eram mantidos sob as casas dos fazendeiros, que ficavam sobre palafitas para protegê-los das inundações.
O mercado de Angkor não continha edifícios permanentes; era uma praça aberta onde os comerciantes se sentavam no chão em esteiras de palha trançada e vendiam suas mercadorias. Não havia mesas ou cadeiras. Alguns comerciantes podem ficam protegidos do sol com um guarda-sol simples de palha. Um certo tipo de imposto ou aluguel era cobrado pelos funcionários para cada espaço ocupado pelos comerciantes no mercado. O comércio e a economia no mercado de Angkor eram dirigidos principalmente por mulheres.
A descrição de Zhou Daguan das mulheres de Angkor:
As pessoas locais que sabem comercializar são todas mulheres. Portanto, quando um chinês vai para este país, a primeira coisa que deve fazer é acolher uma mulher, em parte com o objetivo de lucrar com suas habilidades comerciais.

As mulheres envelhecem muito rápido, sem dúvida porque se casam e dão à luz muito jovens. Quando têm 20 ou 30 anos, parecem mulheres chinesas com 40 ou 50 anos.
O papel das mulheres no comércio e na economia do Império Quemer sugere que elas gozavam de direitos e liberdade significativos. A prática de casar cedo pode ter contribuído para a alta taxa de fertilidade e a grande população do reino.

### Sociedade e política

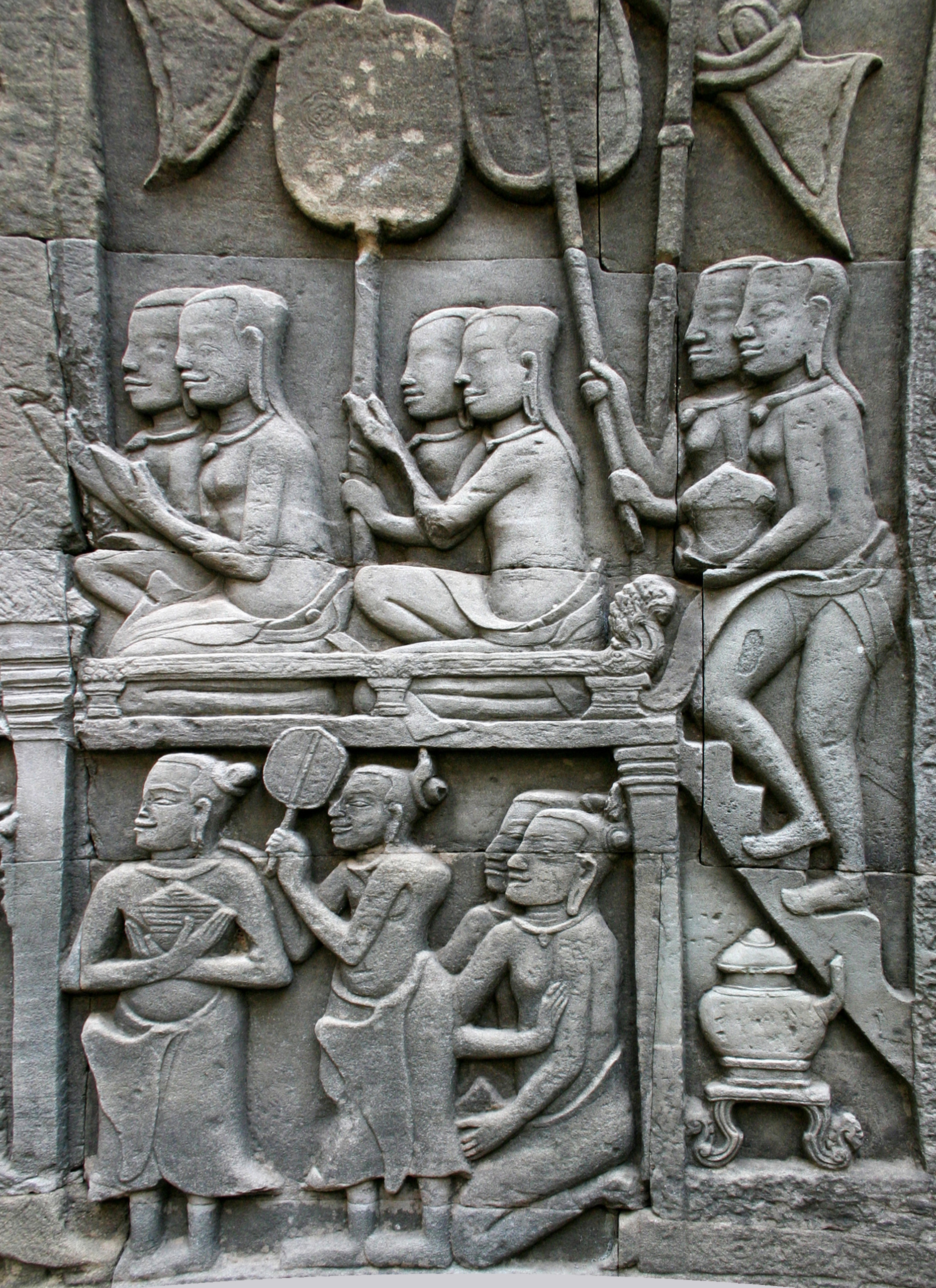
Mulheres da corte real

O Império Quemer foi fundado em extensas redes de comunidades de cultivo agrícola de arroz. Uma hierarquia distinta de assentamentos estava presente na região. Pequenos vilarejos eram agrupados em torno de centros regionais, como o de Pimai, que por sua vez enviava seus produtos para grandes cidades como Angkor em troca de outros produtos, como cerâmica e itens de comércio exterior da China. O rajá e seus oficiais eram responsáveis pelo gerenciamento da irrigação e distribuição de água, que consistia em uma intrincada série de infraestrutura hidráulica, como canais, fossos e enormes reservatórios chamados burays. A sociedade era organizada em uma hierarquia que reflete o sistema de castas hindus, onde os plebeus - produtores de arroz e pescadores - formavam a grande maioria da população. Os xátrias - realeza, nobres, senhores da guerra, soldados e guerreiros - formavam a elite governante e as autoridades. Outras classes sociais incluíam brâmanes (sacerdotes), comerciantes, artesãos, como carpinteiros e pedreiros, oleiros, metalúrgicos, ourives e tecelões, enquanto no nível social mais baixo eram escravos.
Os extensos projetos de irrigação forneceram excedentes de arroz que poderiam sustentar uma grande população. A religião oficial era o hinduísmo, mas influenciada pelo culto de Devaraja, elevando os rajás quemeres à categoria de deuses vivos na terra, atribuída à encarnação de Víxenu ou Xiva. Na política, esse status era visto como a justificativa divina do governo de um rei. O culto permitiu que os rajás quemeres embarcassem em enormes projetos arquitetônicos, construindo monumentos majestosos como Angkor Wat e Bayon para celebrar o governo divino do rei na terra.
O rajá estava cercado por ministros, funcionários do estado, nobres, realezas, mulheres do palácio e servos, todos protegidos por guardas e tropas. A capital, Angkor, e a corte real quemer são famosas por grandes cerimônias, com muitos festivais e rituais realizados na cidade. Mesmo quando viajava, o rajá e sua comitiva criavam um espetáculo e tanto, conforme descrito no relato de Zhou Daguan.

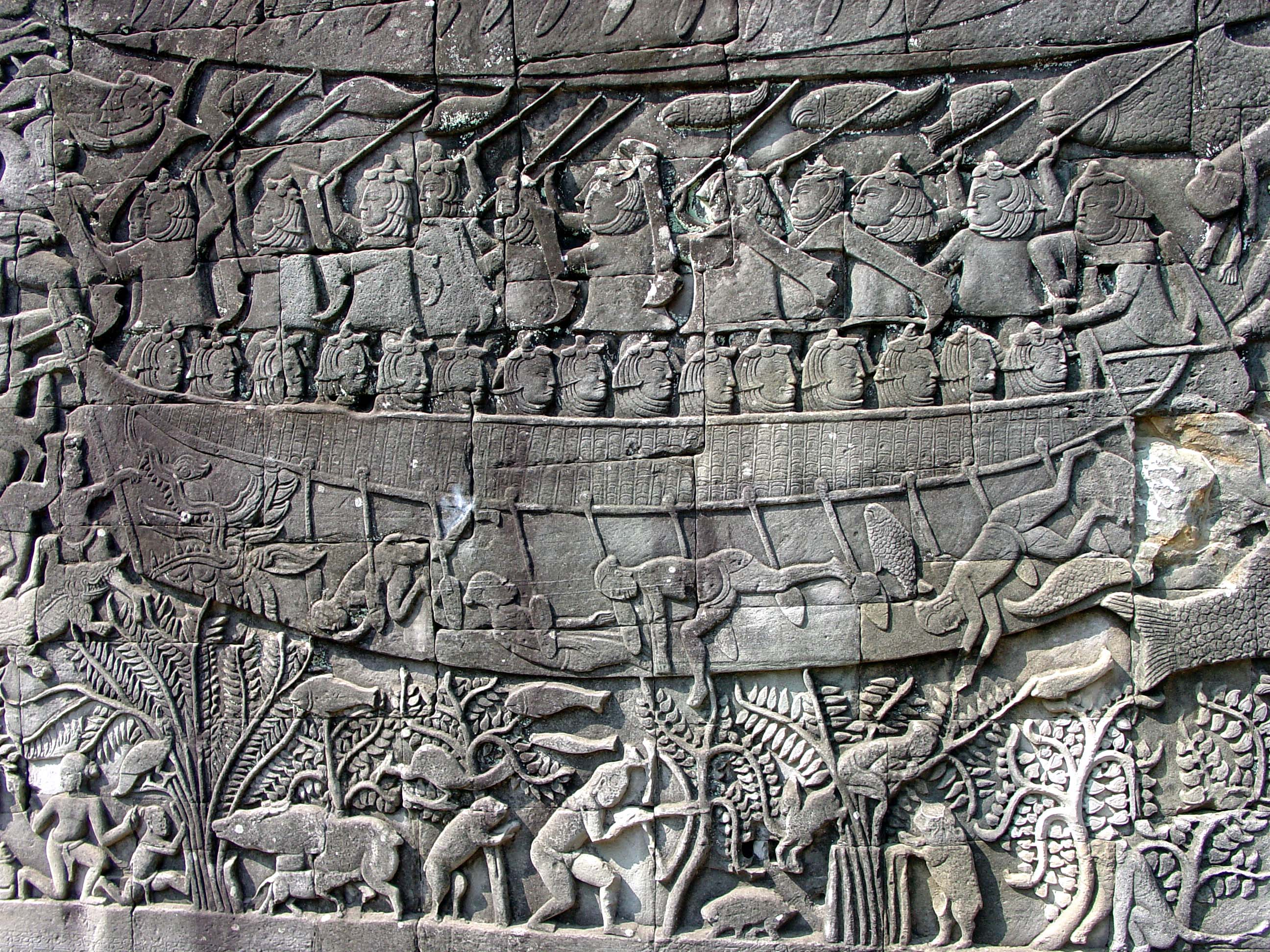
Batalha naval contra os chans, Bayon

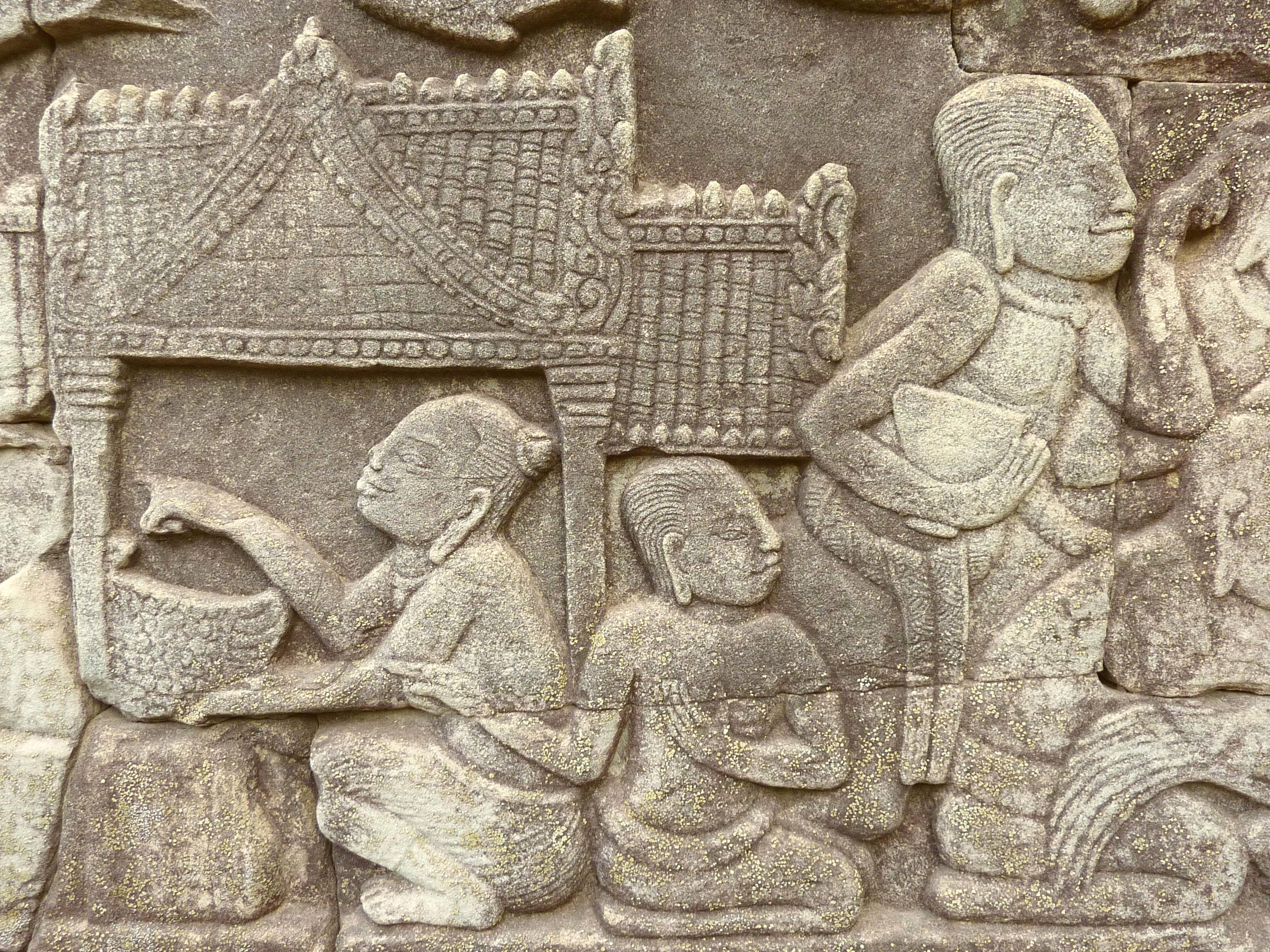
Baixo-relevo representando a vida doméstica, Bayon

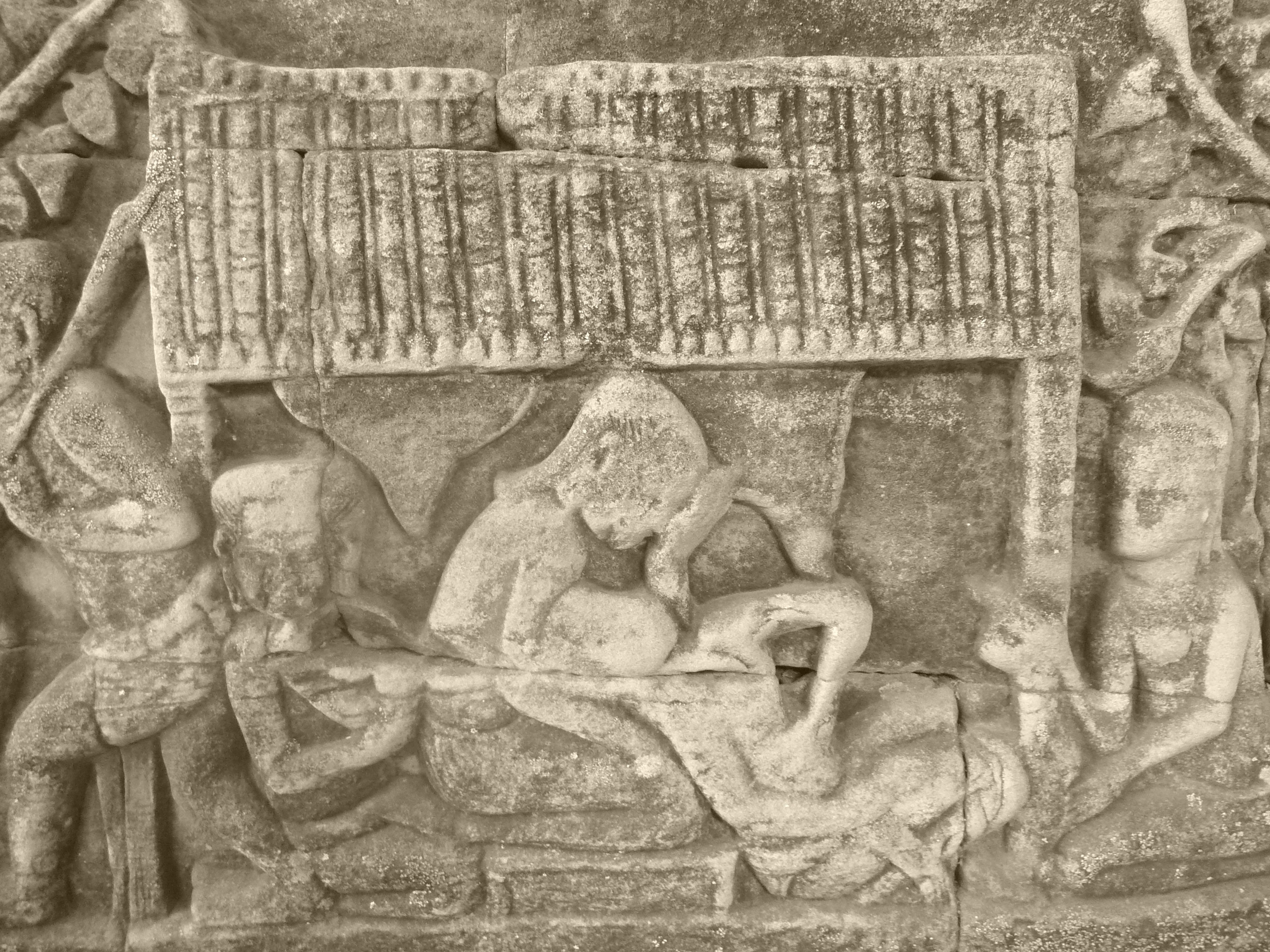
Baixo-relevo representando o parto, Bayon

A descrição de Zhou Daguan de uma procissão real de Indravarmã III:

Quando o rei sai, as tropas encabeçam a [sua] escolta; depois vêm as bandeiras, faixas e música. As mulheres do palácio, de trezentas a quinhentas, usando roupas floridas, com flores nos cabelos, seguram velas nas mãos e formam uma trupe. Mesmo em plena luz do dia, as velas são acesas. Em seguida, vêm outras mulheres do palácio, carregando parafernália real feita de ouro e prata ... Depois vêm as mulheres do palácio carregando lanças e escudos, com os guardas particulares do rei. As carroças puxadas por cabras e cavalos, todas em ouro, vêm a seguir. Ministros e príncipes estão montados em elefantes, e na frente deles pode-se ver, de longe, seus inúmeros guarda-chuvas vermelhos. Depois deles vêm as esposas e concubinas do rei, em palanquins, carruagens, a cavalo e a elefantes. Eles têm mais de cem sombrinhas, salpicadas de ouro. Atrás deles vem o soberano, de pé em um elefante, segurando sua espada sagrada em suas mãos. As presas do elefante são revestidas de ouro.
A descrição de Zhou Daguan do guarda-roupa do rajá quemer:
Apenas o governante pode se vestir de pano com um desenho floral completo ... Em volta do pescoço, ele usa cerca de um quilo de pérolas grandes. Em seus pulsos, tornozelos e dedos ele tem pulseiras e anéis de ouro ... Quando ele sai, ele segura uma espada de ouro [de estado] em sua mão. 
Os rajás quemeres frequentemente se envolviam em uma série de guerras e conquistas. A grande população de Angkor permitiu ao reino apoiar grandes exércitos independentes, que às vezes eram enviados para conquistar principados ou reinos vizinhos. Uma série de conquistas foi conduzida para expandir a influência do reino sobre as áreas ao redor de Angkor e Tonle Sap, o vale e delta do Mecom e as terras vizinhas. Alguns rajás quemeres embarcaram em conquistas militares e guerra contra os vizinhos Champa, Dai Viet e senhores da guerra tailandeses. Rajás quemeres e famílias reais também estavam frequentemente envolvidos em incessantes lutas de poder por sucessões ou rivalidades por principados.

### Cultura e modo de vida

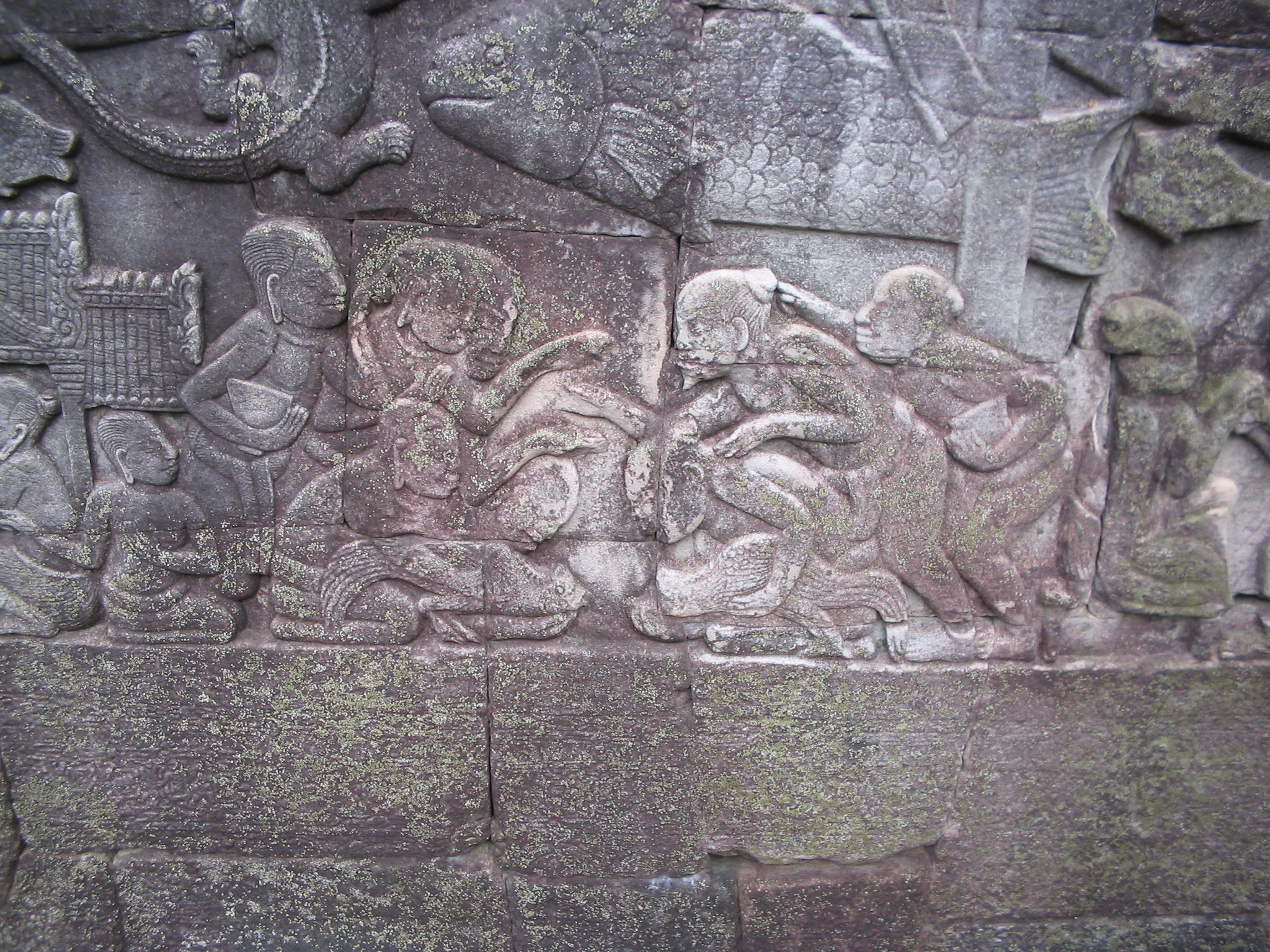
Briga de galos em Bayon

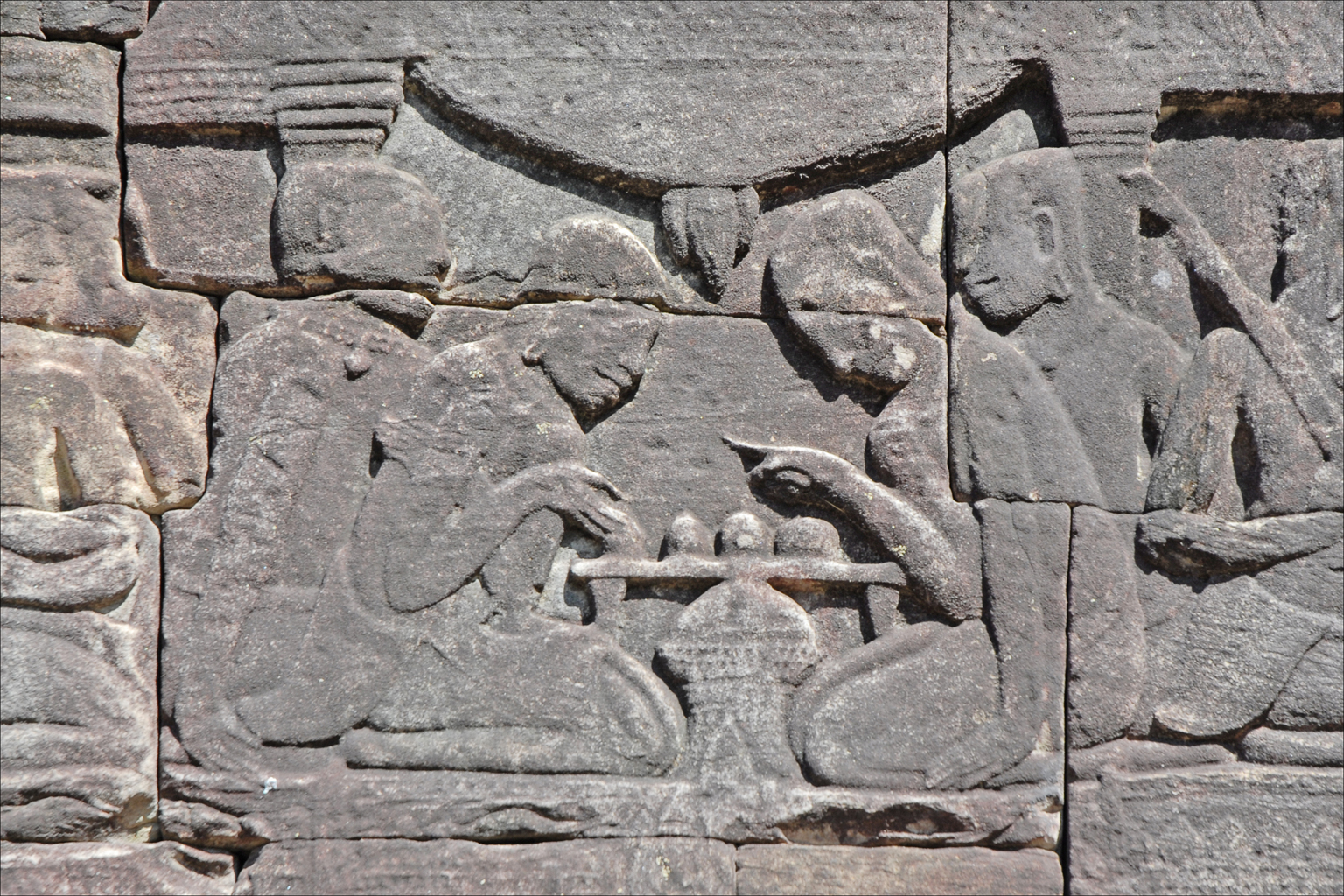
Baixo-relevo representando pessoas jogando xadrez

Descrição de Zhou Daguan das casas quemeres:
As moradias dos príncipes e principais funcionários têm uma configuração e dimensões completamente diferentes das do povo. Todos os edifícios periféricos são cobertos com palha; apenas o templo da família e o apartamento principal podem ser revestidos de ladrilhos. A classificação oficial de cada pessoa determina o tamanho das casas.
As casas dos fazendeiros ficavam perto dos arrozais nos limites das cidades. As paredes das casas eram feitas de bambu trançado, com telhados de colmo e estavam sobre palafitas. Uma casa era dividida em três cômodos. Um era o quarto dos pais, outro era o quarto das filhas e o maior era a sala de estar. Os filhos dormiam onde quer que encontrassem espaço. A cozinha ficava nos fundos ou em uma sala separada. Nobres e rajás viviam no palácio e em casas muito maiores na cidade. Eram feitas do mesmo material das casas dos fazendeiros, mas os telhados eram de telhas de madeira e tinham desenhos elaborados, além de mais quartos.
As pessoas comuns vestiam um sampot onde a frente era puxada entre as pernas e presa atrás por um cinto. Nobres e rajás usavam tecidos mais finos e ricos. As mulheres usavam uma tira de pano para cobrir o peito, enquanto as mulheres nobres usavam uma tira alongada que ia até o ombro. Homens e mulheres usavam um krama. Junto com representações de batalha e conquistas militares de reis, os baixos-relevos de Bayon retratam a vida cotidiana mundana de pessoas quemeres comuns, incluindo cenas do mercado, pescadores, açougueiros, pessoas jogando xadrez e jogos de azar durante brigas de galos.

### Religião

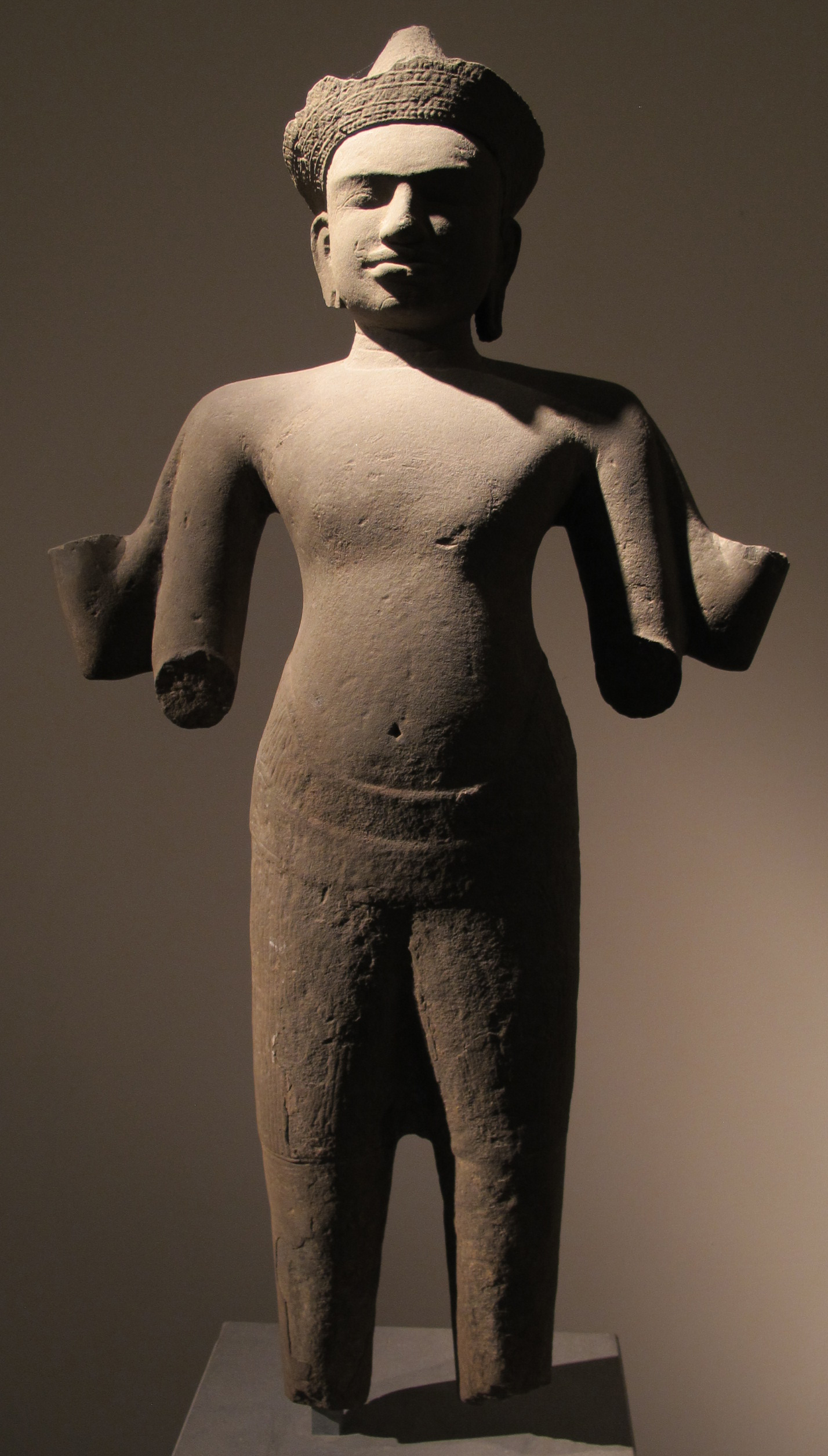
Víxenu, estilo Baphuon

A religião principal era o hinduísmo, seguido pelo budismo em popularidade. Inicialmente, o reino reverenciava o hinduísmo como a principal religião oficial. Víxenu e Xiva eram as divindades mais reverenciadas, adoradas nos templos hindus quemeres. Templos como Angkor Wat são conhecidos como Phitsanulok (Vara Vishnuloka em sânscrito) ou o reino de Víxenu, para homenagear o rajá póstumo Suriavarmã II como Víxenu.
Cerimônias e rituais hindus realizados por brâmanes (sacerdotes hindus), geralmente realizados apenas entre as elites governantes da família do rei, nobres e a classe dominante. As religiões oficiais do império incluíam o hinduísmo e budismo maaiana até que o budismo teravada prevaleceu, mesmo entre as classes mais baixas, após sua introdução no Seri Lanca no século III.

### Arte e arquitetura
A descrição de Zhou Daguan no Palácio Real de Angkor: 

Todos os edifícios oficiais e residências da aristocracia, incluindo o Palácio Real, estão voltados para o leste. O Palácio Real fica ao norte da Torre Dourada e da Ponte de Ouro: tem uma circunferência de 2,5 km. Os azulejos da moradia principal são de chumbo. Outras habitações são revestidas com ladrilhos de cerâmica de cor amarela. Budas esculpidos ou pintados decoram todas as imensas colunas e lintéis. Os telhados também são impressionantes. Corredores abertos e longas colunatas, dispostas em padrões harmoniosos, estendem-se por todos os lados.

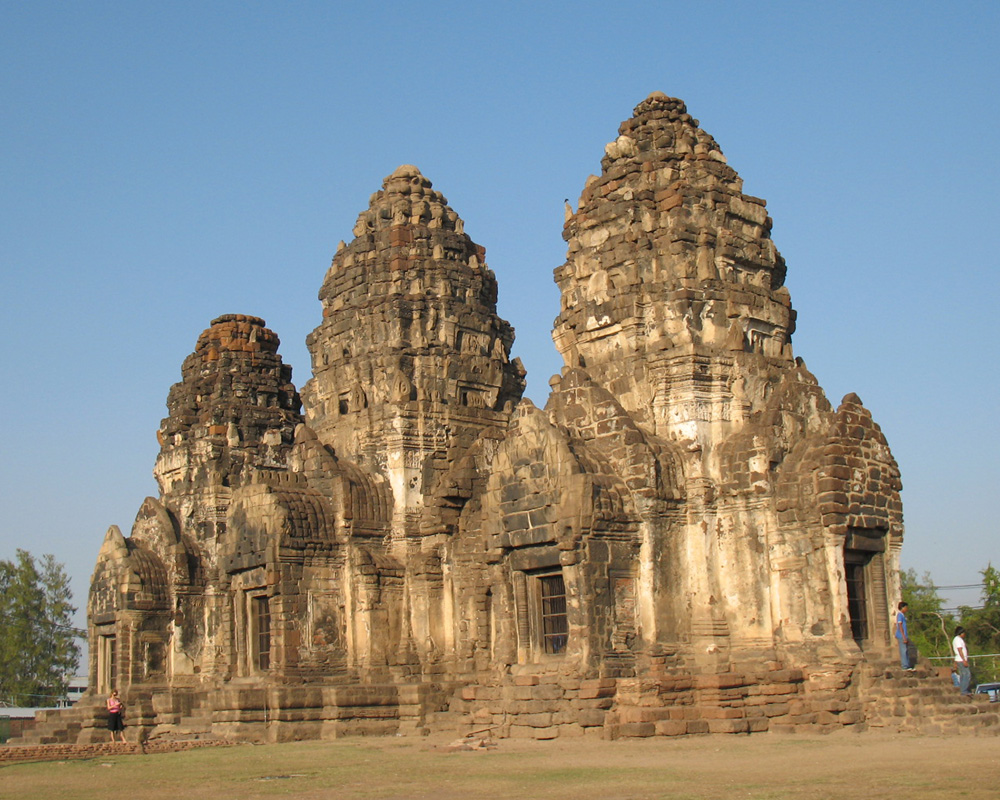
Prang Sam Yot

O Império Quemer produziu vários templos e monumentos majestosos para celebrar a autoridade divina dos reis. A arquitetura reflete a crença hindu de que o templo era construído para recriar a morada dos deuses hindus, o Monte Meru, com seus cinco picos e cercado por mares representados por lagos e fossos. Os primeiros templos quemeres construídos na região de Angkor e o templo Bakong em Hariharalaya (Roluos) empregavam estruturas piramidais escalonadas para representar o templo-montanha sagrado.
A arte e a arquitetura quemer atingiram seu auge estético e técnico com a construção do majestoso templo Angkor Wat. Outros templos também são construídos na região de Angkor, como Ta Phrom e Bayon. A construção do templo demonstra as conquistas artísticas e técnicas do Império Quemer por meio de seu domínio arquitetônico da alvenaria de pedra.

## Relações com potências regionais

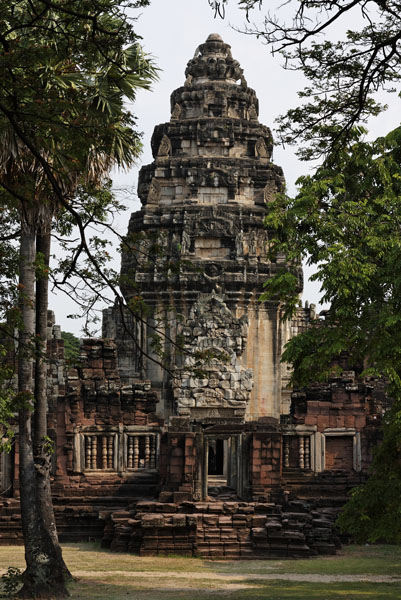
Phimai, o local da antiga cidade quemer de Vimaiapura

Durante a formação do império, os quemeres tinham estreitas relações culturais, políticas e comerciais com Java e com o Império Serivijaia que ficava além dos mares do sul. Em 851, um comerciante árabe chamado Suleimão registrou um incidente envolvendo um rajá quemer e um marajá do Reino de Zabaje. Ele descreveu a história de um rajá quemer que desafiou o poder do marajá. Foi dito que os javaneses sailendras organizaram um ataque surpresa aos quemeres ao se aproximarem da capital pelo rio. O jovem rajá foi posteriormente punido pelo marajá e, posteriormente, o reino tornou-se um vassalo da dinastia sailendra.:35 O termo zabaje é a forma árabe de Javaca e pode se referir a Java ou Serivijaia. A lenda provavelmente descreve o predecessor ou estágio inicial do Império Quemer sob o domínio javanês.
A Lenda do Marajá de Zabaje foi posteriormente publicada pelo historiador Almaçudi em seu livro de 947, Prados de Ouro e Minas de Joias. Uma inscrição de de Java (c. 909) mencionou os kmir (povo quemer ou cambojano) junto com os campas (chans) e os rman (mon) como estrangeiros do sudeste da Ásia continental que frequentemente vinham a Java para fazer comércio. A inscrição sugere que uma rede de comércio marítimo foi estabelecida entre Camboja e Java (Reino de Matarão). Em 916, o historiador árabe Abu Zaid Hasan registrou em uma longa crônica que o jovem e inexperiente rajá quemer é hostil a Java. Quando a hostilidade se torna política de Estado e é conhecida publicamente, o rajá javanês atacou e capturou o rajá quemer, que foi decapitado e teve a cabeça trazida para Java. O rajá de Java ordenou ao ministro do Império Quemer que procurasse o sucessor. Depois de ser limpa e embalsamada, a cabeça do rajá foi colocada em um vaso e enviada ao novo rajá quemer.
Ao longo de sua história, o império também esteve envolvido em uma série de guerras e rivalidades com os reinos vizinhos de Champa, Tambralinga e Đại Việt - e mais tarde em sua história com os siameses Sucothai e Aiutaia. As relações do Império Quemer com seu vizinho oriental, Champa, eram excepcionalmente intensas, pois ambos os lados lutavam pelo domínio da região. A frota cham invadiu Angkor em 1177 e, em 1203, os quemeres conseguiram recuar e derrotar os chams.
Os escritores árabes dos séculos IX e X dificilmente mencionam a região por outra coisa senão seu atraso, mas consideravam o rei de Al-Hind (Índia e sudeste da Ásia) como um dos quatro grandes rajás do mundo. O rajá do Império Rastracuta é descrito como o maior rajá de Alhindi, mas mesmo os rajás menores, incluindo os de Java, Pagã e quemer, são invariavelmente descritos pelos árabes como extremamente poderosos e como sendo equipado com vastos exércitos de homens, cavalos e frequentemente dezenas de milhares de elefantes. Eles também eram conhecidos por possuírem vastos tesouros de ouro e prata. Os governantes quemeres também estabeleceram relações com a dinastia Chola do sul da Índia.
O Império Quemer parece ter mantido contato com dinastias chinesas; abrangendo desde o final do período Tangue até o período Iuã. As relações com a dinastia Iuã foram de grande significado histórico, uma vez que produziu a obra Os Costumes do Camboja (em chinês:  真臘風土記), uma visão importante da vida diária, cultura e sociedade do Império Quemer. O relato foi escrito entre 1296 e 1297 pelo diplomata chinês Zhou Daguan, enviado por Temur Cã para ficar em Angkor.

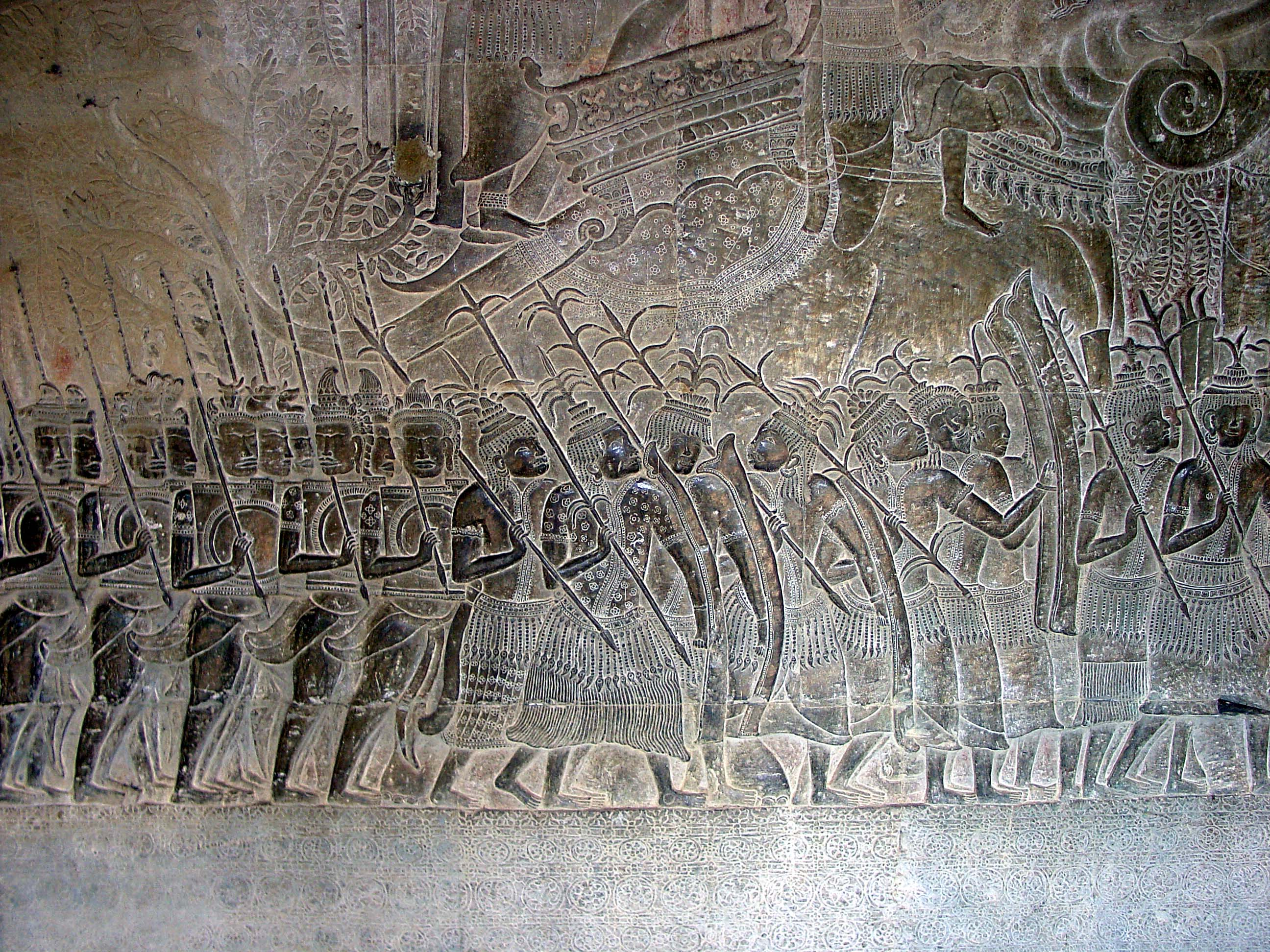
Imagem de mercenários siameses em Angkor Wat. Mais tarde, os siameses formariam seu próprio reino e se tornariam um grande rival de Angkor.

A partir do século XIII, as relações dos quemeres com os siameses ficaram difíceis e amargas, resultando em rivalidade e hostilidade por séculos. O reino siamês Sucotai se rebelou contra a suserania do império em 1238. Em agosto de 1296, Zhou Daguan registrou que na guerra recente com os siameses, o país foi totalmente devastado. Este relato confirmou que, no final do século XIII, os senhores da guerra siameses se revoltaram e interromperam a hegemonia do Império Quemer, dando início à ascensão do Sião. No século XIV, o reino siamês de Aiutaia se tornou o rival formidável do Império Quemer, pois Angkor foi sitiada e capturada duas vezes por invasores siameses aiutaianos em 1353 e 1394.
Uma fonte javanês, o canto 15 do Nagarakretagama, composto em 1365, no Império de Majapait, alegou que Java haviam estabelecido relações diplomáticas com Camboja, juntamente com Syangkayodhyapura (Aiutaia), Darmanagari (Negara Seri Darmaraja), Rajapura (Ratchaburi) e Singanagari (Songkla), Marutma (Martaban ou Mottama, sul de Mianmar), Champa e Yawana (Anão). Este registro descreve a situação política no Sudeste Asiático continental em meados do século XIV; embora o reino cambojano ainda sobrevivesse, a ascensão do siamês Aiutaia havia cobrado seu preço. Finalmente, o império caiu, marcado pelo abandono de Angkor para Phnom Penh em 1431, causado pela pressão siamesa.